# Alexei Kusnezow (Eishockeyspieler)
Alexei Igorewitsch Kusnezow (russisch Алексей Игоревич Кузнецов; * 1. Februar 1983 in Ust-Kamenogorsk, Kasachische SSR) ist ein kasachischer Eishockeytorwart, der zuletzt bei Beibarys Atyrau in der kasachischen Meisterschaft spielte.

## Karriere
Alexei Kusnezow begann seine Karriere 2001 in der zweiten russischen Liga bei Mostowik Kurgan. 2002 wechselte er für eine Spielzeit zu Dinamo-Energija Jekaterinburg. Von 2003 bis 2005 spielte er für den HK Sibir Nowosibirsk. In der Spielzeit 2005/06 wurde der Torwart von Kaszink-Torpedo Ust-Kamenogorsk verpflichtet. Die nächste Saison verbrachte er beim kasachischen Verein HK Saryarka Karaganda. Von 2007 bis 2010 stand er bei Barys Astana aus Kasachstan im Tor. In der Zeit wurde er 2008 als bester Torhüter der Kasachischen Meisterschaft ausgezeichnet. 2010 wechselte der Torhüter zum Ligarivalen HK Awangard Omsk.
Im November 2012 tauschte der HK Awangard Kusnezow zusammen mit Jewgeni Orlow gegen Oleg Piganowitsch von Amur Chabarowsk, da das Management des Vereins auf der Suche nach einem spielstarken Verteidiger war. Für Amur kam Kusnezow auf 19 Einsätze in der KHL, ehe er im Mai des folgenden Jahres innerhalb der Liga zum HK Jugra Chanty-Mansijsk wechselte. Beim HK Jugra stand er bis Ende Oktober 2014 unter Vertrag, ehe dieser aufgrund einer Verletzung in gegenseitigem Einvernehmen aufgelöst wurde. 2015 unterschrieb er einen Kontrakt beim HK Saryarka Karaganda, wechselte aber nach nur einem Spiel in der Wysschaja Hockey-Liga zu Beibarys Atyrau in die kasachische Meisterschaft, die er mit dem Klub für sich entscheiden konnte.

### International
Für Kasachstan nahm Kusnezow an der Qualifikation zu den Olympischen Winterspielen 2010 teil. Zudem stand er im Aufgebot seines Landes bei den Weltmeisterschaften der Division I 2009, als er mit der besten Fangquote und dem geringsten Gegentorschnitt des Turniers maßgeblich zum Aufstieg der Kasachen in die Top-Division beitrug, und 2011 sowie der Top-Division 2010.

## Erfolge und Auszeichnungen
- 2008 Bester Torhüter der kasachischen Eishockeymeisterschaft
- 2009 Aufstieg in die Top-Division bei der Weltmeisterschaft der Division I, Gruppe A
- 2009 Niedrigster Gegentorschnitt bei der Weltmeisterschaft der Division I, Gruppe A
- 2009 Beste Fangquote bei der Weltmeisterschaft der Division I, Gruppe A
- 2011 Aufstieg in die Top-Division bei der Weltmeisterschaft der Division I, Gruppe B
- 2016 Kasachischer Meister mit Beibarys Atyrau